# Гостинополье

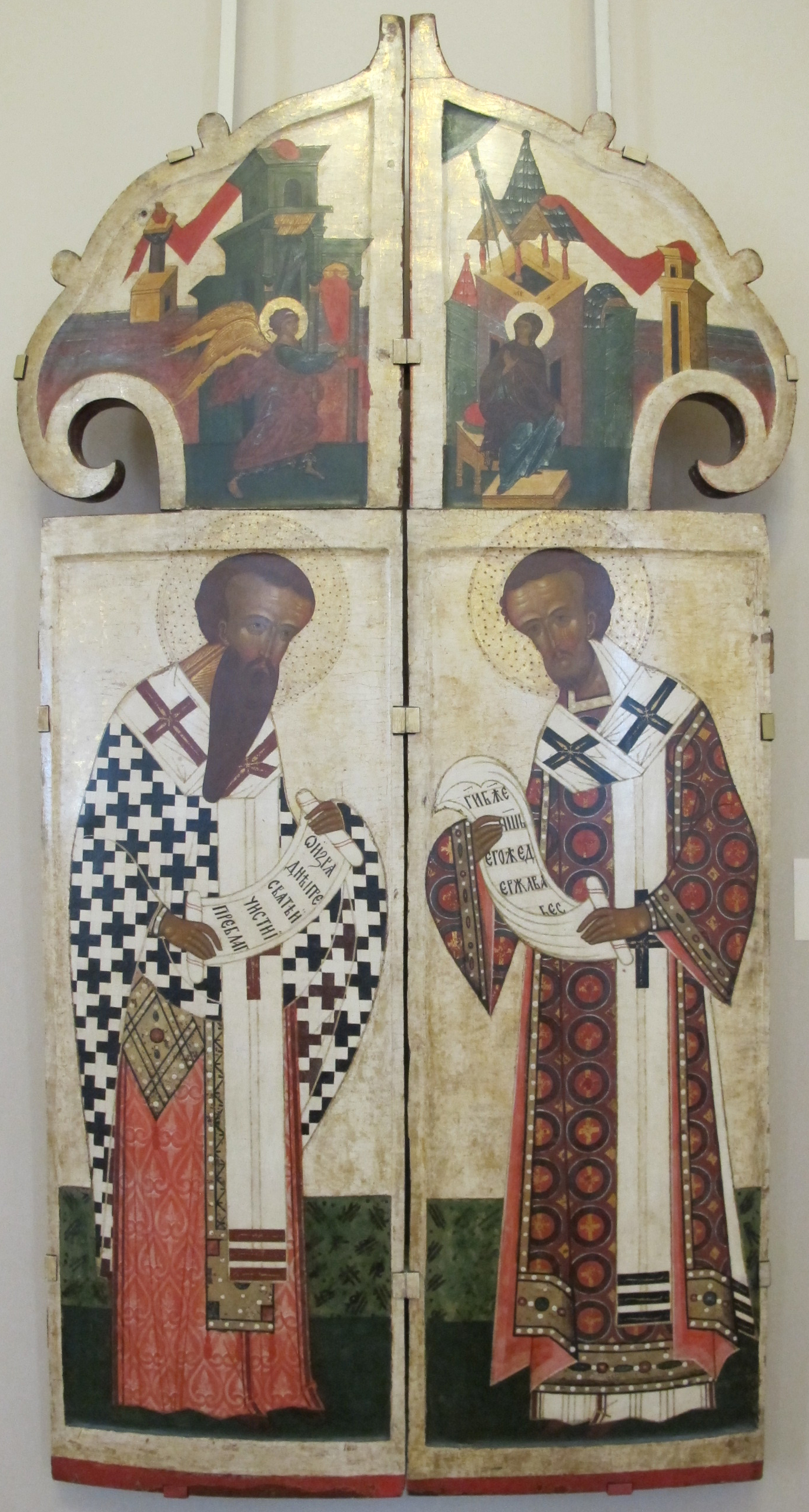
Царские врата конца XV — начала XVI веков, распиленные на части, были обнаружены в разных церквях Гостинополья в 1913 году Н. И. Репниковым. Ныне в ГРМ

Гостинопо́лье — деревня в Вындиноостровском сельском поселении Волховского района Ленинградской области.

## История
Деревня Свинкино упоминается в Дозорной книге Водской пятины Корельской половины 1612 года в Пречистенском Городенском погосте Ладожского уезда: «Да деревня Свинкино вызжено, а после воины поставлена изба, а жывут в ней старцы и детеныши Иванского монастыря, а пашню пашут старцы на монастырь. А крестьян и бобылей нет».
На карте Санкт-Петербургской губернии Ф. Ф. Шуберта 1834 года упоминается деревня Свинкина, состоящая из 40 крестьянских дворов.

СВИНКИНО — деревня принадлежит Казённому ведомству, число жителей по ревизии: 82 м. п., 101 ж. п. (1838 год)

Согласно карте профессора С. С. Куторги 1852 года деревня называлась Свинкина и состояла из 40 дворов.

СВИНКИНО — деревня Ведомства государственного имущества, по просёлочной дороге, число дворов — 35, число душ — 80 м. п. (1856 год)

СВИНКИНО — деревня казённая при реке Волхове, число дворов — 35, число жителей: 92 м. п., 103 ж. п.; Часовня православная. (1862 год)

Сборник Центрального статистического комитета описывал её так:

СВИНКИНА — деревня бывшая государственная при реке Волхове, дворов — 38, жителей — 130; Часовня, лавка. (1885 год)

В конце XIX века деревня административно относилась к Михайловской волости 1-го стана Новоладожского уезда Санкт-Петербургской губернии, в начале XX века — 2-го стана.
По данным «Памятной книжки Санкт-Петербургской губернии» за 1905 год деревня называлась Свинкино.

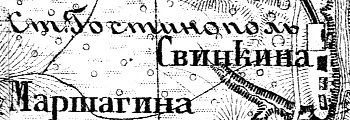
Деревня Гостинополье на карте 1915 года

Согласно военно-топографической карте Петроградской и Новгородской губерний издания 1915 года деревня называлась Свинкина, в деревне находилась конечная станция железной дороги Гостинополь.
С 1917 по 1919 год деревня Свинкино входила в состав Вындино-Островского сельсовета Михайловской волости Новоладожского уезда, а смежное село Гостинополье в состав Гостинопольского сельсовета.
В 1919 году село Гостинополье стало центром Пролетарской волости Новоладожского уезда. С 1919 года деревня Свинкино входила в состав Свинкинского сельсовета Пролетарской волости.
14 февраля 1923 года село Гостинополье было преобразовано в город Волхов и стало центром Волховского уезда. Однако 31 мая 1924 года центр уезда был возвращён в Новую Ладогу, а город Волхов снова стал селом (в 1927 году ему было возвращено название Гостинополье).
С 1923 года деревня Свинкино входила в состав Помяловского сельсовета Пролетарской волости Волховского уезда.
С 1924 года деревня Свинкино входила в состав Вындино-Островского сельсовета.
Согласно данным переписи населения СССР 1926 года в деревне Свинкино проживали 389 человек — большинство русские, а также немцы, евреи, австрийцы, чехи, поляки, грузины и татары. В посёлке при станции Гостинополье проживал 161 человек — большинство русские, а также белорусы, малороссы, эстонцы и латыши.
С 1927 посёлок при железнодорожной станции Гостинополье также входил в состав Вындино-Островского сельсовета.
В 1928 году население посёлка при железнодорожной станции Гостинополье также составляло 161 человек.
По данным 1933 года деревня Свинкино входила в состав Вындиноостровского сельсовета Волховского района, посёлок при железнодорожной станции Гостинополье в составе сельсовета не значился.
В 1939 году население деревни Свинкино составляло 413 человек.

План деревни Свинкино. 1941 год

Согласно топографической карте РККА 1941 года деревня Свинкино насчитывала 41 двор, деревня Гостинополье — 37, деревня Горка — 14 дворов. Гостинополье было связано с посёлком Волхов паромной переправой.
С 1950 года посёлок при железнодорожной станции Гостинополье и деревня Свинкино находились в составе Волховского сельсовета.
В 1961 году население посёлка при железнодорожной станции Гостинополье составляло 98 человек, а деревни Свинкино — 310 человек.
По данным 1966 года смежные деревни Свинкино и Гостинополье входили в состав Волховского сельсовета Волховского района, причём деревня Свинкино являлась административным центром сельсовета.
По данным 1973 года деревня Гостинополье находилась в составе Волховского сельсовета и являлась его административным центром. Смежная деревня Свинкино в составе сельсовета не значилась.
В 1980 году деревни Свинкино, Горка и железнодорожная станция Гостинополье были объединены в один населённый пункт с названием Гостинополье.
По данным 1990 года деревня Гостинополье являлась административным центром Волховского сельсовета, в который входили 22 населённых пункта общей численностью населения 2284 человек. В самой деревне Гостинополье проживали 186 человек.
В 1997 году в деревне Гостинополье Вындиноостровской волости проживали 143 человека, в 2002 году — 137 человек (русские — 90 %).
В 2007 году в деревне Гостинополье Вындиноостровского СП — 136.

## География
Деревня расположена в юго-западной части района на левом берегу реки Волхов, на автодороге 41А-006 (Зуево — Новая Ладога).
Расстояние до административного центра поселения — 0,5 км.
Расстояние до районного центра — 19 км.
Близ деревни проходит линия железной дороги «Волховстрой I — Чудово» и находится остановочный пункт, платформа Гостинополье.

## Население
| 1838 | 1862 | 1885 | 1928 | 1939 | 1961 | 1990 |
| ---- | ---- | ---- | ---- | ---- | ---- | ---- |
| 183  | ↗195 | ↘130 | ↗161 | ↗413 | ↘408 | ↘186 |
| 1997 | 2002 | 2007 | 2010 | 2017 |      |      |
| ↘143 | ↘137 | ↘136 | ↘127 | ↗134 |      |      |

### Национальный состав
Согласно данным Всероссийской переписи населения 2021 года в деревне проживал 101 человек, из них:
 русские — 98, таджики — 1, другие национальности — 1 человек, один человек национальность не указал.

## Улицы
Железнодорожная, Заводская, Набережная, Переезд.